# 表音文字
表音文字（ひょうおんもじ）は、音標文字（おんぴょうもじ）ともいい、一つの文字で音素または音節を表す文字体系のことをいう。前者を音素文字、後者を音節文字という。表音文字に対し、一つ一つの文字が語や形態素を表す文字を表語文字という。

## 解説
表音文字の多くは象形文字や表語文字に起源を持つ。これらの文字体系から特定の文字を借りて、文字の意味は無視して音価を表すことに使ったのである。そのため、文字同士の形状の違いに規則性がない場合が多いが、後世に作られた文字の中には、規則的な形状を持つものもある (たとえばハングルは、発音するときの口や舌の形を表したものとされる)。表語文字が原則として単独の文字で意味をなすのに対し、表音文字（特に音素文字）は単独では意味を成さず特定の順序につながって初めて意味を成すことが多い。また、仮に一文字で意味を成したとしても、それはたまたまその言語に一音素（または一音節）の語や形態素が存在していたということを意味するに過ぎない。形式的に言い替えると、表音文字は言語の二重分節のうち、2次分節のレベルで言語を表記するものであると言える。ただし、分節の程度はさまざまで、音素の段階まで分節するものや、モーラや音節の段階までしか分節しないものがある。まれに、複数音節を表す文字を持つ表音文字体系もある。
音素文字は、音価を変えうる最小の音の単位（音素）を一文字で表す。言語をまたいで広く用いられている最も代表的な音素文字は、いずれも近東のシナイ文字・フェニキア文字に起源を持つラテン文字およびアラビア文字で、ラテン文字は主にヨーロッパで、アラビア文字は主に中東で使われている。そのほかに、現在使われている代表的な音素文字には、キリル文字、デーヴァナーガリー、エチオピア文字、ギリシア文字がある。中国語の音を示すために補助的に用いられている注音符号も音素文字である。音素文字では、一般に音節を複数の記号で表す。
一方、音節文字はある種の響きのまとまりの単位である1音節や1モーラを1文字で表す。そのため、音節文字は原則として1文字でも1音節あるいは1モーラとしての発音が可能である。かな文字などはこれに当たる。
同じ表音文字の文字体系でも、言語によって用いられる文字の数や種類が異なる。これは、各々の時代の各々の言語の実状にあうよう、各々の言語で文字の種類が独自に拡張され続けたためである。ラテン文字のように多くの言語で用いられている文字体系の場合、ひとつの言語で用いられる文字の数はそれほど多くなくても、その体系に属する文字を全て集めるとかなりの量になる。もっとも後述の通り、各々の言語にあわせての文字種類の拡張が行われない、あるいは不十分な事例もあり、不自由を生じている場合もある。
ある言語で用いられる表記の単位のことを字母という。字母は文字と一致することが多いが、言語や民族によってはより小さな単位を字母とする場合もある。ラテン文字の場合、字母と文字が一致しており、古代ラテン語ならば字母は21文字、現代英語ならば字母は26文字である。また、同じ文字体系の同じ字母がどの言語でも同じ発音を表すとは限らない。例えばJはドイツ語では[j]を、フランス語では[ʒ]を表す。
また、表音文字は、発音と文字の一致が原則だが、例外は多い。これはその言語において、時代によって発音の変化に文字の綴りが対応せず、古い発音をそのまま残存している場合が多々あるためである。現代英語や、日本語の仮名における歴史的仮名遣いなどがこれに該当する。あるいは、文字の数が発音の種類に対して不足しており、ひとつの言語内で同じ文字が複数の発音を持つこともある。例えば現代英語においては、母音の数が14種類存在するが、それに対応するだけの文字の種類が存在しない。またかつての仮名は濁点が存在せず、清音と濁音は表記で区別されず、読者が文脈から判断した。一方で現代ドイツ語のように、正書法を制定し、ウムラウト記号の付加によって文字数の不足を補い、発音と表記の一致に努めている例もある。
表音文字のうち音素文字については、原則として子音のみを文字表記し、母音は読者が文脈で判断する場合もあり、現代ヘブライ語のヘブライ文字表記などが該当する。古代エジプト語の表記も子音のみであり、母音が異なるが表記が同じ場合の区別の方法として、単語の前に品詞名を表す記号（例えば神の名を表す単語なら、神の名である事を表す記号）を付加した。